# Fussballclub Sankt Gallen 1879 2010-2011
Questa voce raccoglie le informazioni riguardanti il Fussballclub Sankt Gallen 1879 nelle competizioni ufficiali della stagione 2010-2011.

## Stagione
Nella stagione 2010-2011 il San Gallo, allenato da Ulrich Forte, Roger Zürcher e Jeff Saibene, concluse il campionato di Super League al 10º posto e fu retrocesso in Challenge League. In Coppa Svizzera il San Gallo fu eliminato agli ottavi di finale dal Thun.

## Rosa
| N. |                        | Ruolo | Calciatore              |
| -- | ---------------------- | ----- | ----------------------- |
| 1  | Svizzera (bandiera)    | P     | Daniel Lopar            |
| 3  | Brasile (bandiera)     | D     | Cesar Fernando          |
| 4  | Paesi Bassi (bandiera) | D     | Tim Bakens              |
| 5  | Svizzera (bandiera)    | D     | Lukas Schenkel          |
| 6  | Svizzera (bandiera)    | D     | Michael Lang            |
| 7  | Kosovo (bandiera)      | C     | Kristian Nushi          |
| 8  | Austria (bandiera)     | C     | Daniel Beichler         |
| 9  | Gambia (bandiera)      | D     | Pa Modou Jagne          |
| 10 | Argentina (bandiera)   | C     | Ezequiel Óscar Scarione |
| 11 | Paesi Bassi (bandiera) | A     | Sandro Calabro          |
| 13 | Austria (bandiera)     | A     | Manuel Sutter           |
| 14 | Svizzera (bandiera)    | C     | Fabian Frei             |
| 15 | Svizzera (bandiera)    | C     | Philipp Muntwiler       |
| 16 | Portogallo (bandiera)  | D     | José Gonçalves          |

| N. |                     | Ruolo | Calciatore        |
| -- | ------------------- | ----- | ----------------- |
| 19 | Canada (bandiera)   | C     | Daniel Imhof      |
| 20 | Camerun (bandiera)  | A     | Brice Owona       |
| 21 | Croazia (bandiera)  | D     | Ivan Martić       |
| 22 | Svizzera (bandiera) | C     | Tunahan Çiçek     |
| 23 | Svizzera (bandiera) | A     | Sven Lehmann      |
| 24 | Svizzera (bandiera) | D     | Marco Hämmerli    |
| 25 | Svizzera (bandiera) | C     | Adrian Winter     |
| 26 | Svizzera (bandiera) | A     | Nico Abegglen     |
| 28 | Austria (bandiera)  | D     | Daniel Dunst      |
| 29 | Slovenia (bandiera) | A     | Klemen Lavrič     |
| 30 | Svizzera (bandiera) | P     | Germano Vailati   |
| 32 | Svizzera (bandiera) | C     | Alberto Regazzoni |
| 33 | Germania (bandiera) | P     | Timo Hammel       |
| 33 | Austria (bandiera)  | P     | Florian Kloser    |

## Organigramma societario
Area tecnica
- Allenatore: Jeff Saibene
- Allenatore in seconda: Roman Wild
- Preparatore dei portieri: Erich Hürzeler, Peter Zajicek
- Preparatori atletici:

## Calciomercato

### Sessione estiva
| Acquisti | Acquisti       | Acquisti     | Acquisti |
| R.       | Nome           | da           | Modalità |
| -------- | -------------- | ------------ | -------- |
| D        | Tim Bakens     | Volendam     |          |
| A        | Sandro Calabro | VVV-Venlo    |          |
| C        | Tunahan Çiçek  | San Gallo II |          |
| D        | Ivan Martić    | Sciaffusa    |          |

| Cessioni | Cessioni        | Cessioni     | Cessioni |
| R.       | Nome            | a            | Modalità |
| -------- | --------------- | ------------ | -------- |
| A        | Mario Cáceres   | San Luis     |          |
| C        | Diego Ciccone   | Vaduz        |          |
| A        | Moreno Costanzo | Young Boys   |          |
| D        | Jiří Koubský    | Slavia Praga |          |
| A        | Moreno Merenda  | Vaduz        |          |
| D        | Yves Oehri      | Vaduz        |          |
| C        | Zé Vítor        | AEL Limassol |          |
| D        | Marc Zellweger  | Brühl        |          |

### Sessione invernale
| Acquisti | Acquisti                | Acquisti       | Acquisti |
| R.       | Nome                    | da             | Modalità |
| -------- | ----------------------- | -------------- | -------- |
| C        | Ezequiel Óscar Scarione | Thun           |          |
| C        | Daniel Beichler         | Hertha Berlino |          |
| C        | Alberto Regazzoni       | Young Boys     |          |

| Cessioni | Cessioni       | Cessioni     | Cessioni |
| R.       | Nome           | a            | Modalità |
| -------- | -------------- | ------------ | -------- |
| P        | Reto Bolli     | Aarau        |          |
| C        | Thomas Knöpfel | Sciaffusa    |          |
| A        | Mario Frick    | Grasshoppers |          |

## Risultati

### Super League

#### Prima fase, girone di andata
| Arbitro: | Laperrière |

|                                       |           |  |
| Yakın 30’ Gygax 33’, 68’ Ferreira 65’ | Marcatori |  |

| Arbitro: | Graf |

|                                    |           |                                   |
| Frei 34’, 62’ (rig.) Muntwiler 85’ | Marcatori | 27’ (rig.) Lustrinelli 44’ Diarra |

| Arbitro: | Bieri |

|                                      |           |  |
| Frei 20’ Yapi Yapo 27’ Almerares 81’ | Marcatori |  |

| Arbitro: | Circhetta |

|                                              |           |  |
| Proschwitz 15’ Glarner 22’ Bakens 66’ (aut.) | Marcatori |  |

| Arbitro: | Klossner |

|              |           |                     |
| Schenkel 21’ | Marcatori | 3’ Salatic 65’ Toko |

| Arbitro: | Zimmermann |

|             |           |        |
| Abegglen 9’ | Marcatori | 3’ Sio |

| Arbitro: | Gremaud |

|                                 |           |          |
| Đurić 15’ Nikçi 20’ Mehmedi 60’ | Marcatori | 39’ Frei |

| Arbitro: | Kever |

|  |           |          |
|  | Marcatori | 49’ Lang |

| Arbitro: | Bertolini |

|               |           |                 |
| Muntwiler 56’ | Marcatori | 27’, 65’ Mayuka |

#### Prima fase, girone di ritorno
| Arbitro: | Busacca |

|            |           |                        |
| Bakens 52’ | Marcatori | 24’ Ferreira 31’ Paiva |

| Arbitro: | Carrell |

|            |           |                                        |
| Edusei 48’ | Marcatori | 30’ Frick 75’ (aut.) Pergl 90’ Calabro |

| Arbitro: | Brugger |

|          |           |                       |
| Frei 83’ | Marcatori | 8’, 37’, 76’ Streller |

| Arbitro: | Bertolini |

|                   |           |             |
| Schenkel 30’, 68’ | Marcatori | 45’ Morello |

| Arbitro: | Zimmermann |

|                       |           |  |
| Abrashi 13’ Zuber 73’ | Marcatori |  |

| Arbitro: | Kever |

|  |           |                      |
|  | Marcatori | 30’ Calabro 90’ Frei |

| Arbitro: | Grossen |

|  |           |                           |
|  | Marcatori | 4’, 90’ Mehmedi 24’ Nikçi |

| Arbitro: | Busacca |

|  |           |                    |
|  | Marcatori | 15’ Omar 90’ Mveng |

| Arbitro: | Bertolini |

|         |           |          |
| Nef 89’ | Marcatori | 83’ Frei |

#### Seconda fase, girone di andata
| Arbitro: | Studer |

|            |           |                                                 |
| Lavrič 13’ | Marcatori | 8’ Frick 16’, 32’ Emeghara 40’ (rig.) Smiljanić |

| Arbitro: | Busacca |

|                                 |           |  |
| Huggel 11’ Frei 40’ Abraham 86’ | Marcatori |  |

| Arbitro: | Carrell |

|                                      |           |           |
| Margairaz 16’ Mehmedi 45’ Hassli 45’ | Marcatori | 73’ Jagne |

| Arbitro: | Graf |

|  |           |           |
|  | Marcatori | 90’ Matić |

| Arbitro: | Klossner |

|                       |           |  |
| Prijović 31’ Mrđa 90’ | Marcatori |  |

| Arbitro: | Wermelinger |

|  |           |                         |
|  | Marcatori | 16’ Bienvenu 90’ Mayuka |

| Arbitro: | Laperrière |

|           |           |  |
| Nushi 76’ | Marcatori |  |

| Arbitro: | Wermelinger |

|           |           |               |
| Gygax 18’ | Marcatori | 49’ Gonçalves |

| Arbitro: | Studer |

|              |           |                    |
| Hämmerli 53’ | Marcatori | 65’ (rig.) Nuzzolo |

#### Seconda fase, girone di ritorno
| Thun 17 aprile 2011, ore 16:00 CEST 28ª giornata | Thun      | 0 – 0 referto | San Gallo | Lachenstadion (4 100 spett.)\| Arbitro: \| Jaccottet \| |
| Arbitro:                                         | Jaccottet |               |           |                                                         |

| Arbitro: | Laperrière |

|          |           |                                    |
| Callà 6’ | Marcatori | 42’ Abegglen 64’ Scarione 78’ Frei |

| Arbitro: | Klossner |

|  |           |              |
|  | Marcatori | 12’ Prijović |

| Arbitro: | Bieri |

|                      |           |               |
| Niasse 1’ Tréand 90’ | Marcatori | 89’ Regazzoni |

| Arbitro: | Hänni |

|                        |           |                     |
| Owona 2’ Muntwiler 87’ | Marcatori | 81’ Nikçi 90’ Đurić |

| Arbitro: | Laperrière |

|                 |           |                                             |
| Lustrinelli 45’ | Marcatori | 15’ Owona 80’ (rig.) Scarione 86’ Regazzoni |

| Arbitro: | Carrell |

|  |           |                                      |
|  | Marcatori | 56’ Siegrist 60’, 66’ Yakın 89’ Ianu |

| San Gallo 22 maggio 2011, ore 16:00 CEST 35ª giornata | San Gallo | 0 – 0 referto | Basilea | AFG Arena (19 500 spett.)\| Arbitro: \| Bieri \| |
| Arbitro:                                              | Bieri     |               |         |                                                  |

| Arbitro: | Wermelinger |

|                                          |           |                    |
| Bienvenu 46’, 89’ Costanzo 67’ Degen 70’ | Marcatori | 63’ Lang 82’ Nushi |

### Coppa Svizzera
| 18 settembre 2010, ore 17:00 CEST Primo turno | Flawil | 1 – 5 | San Gallo |  |

| 17 ottobre 2010, ore 15:30 CEST Secondo turno | Sciaffusa | 2 – 6 | San Gallo |  |

| 20 novembre 2010, ore 19:00 CET Ottavi di finale | San Gallo | 0 – 1 | Thun |  |

## Statistiche

### Statistiche di squadra
| Competizione   | Punti | In casa | In casa | In casa | In casa | In casa | In casa | In trasferta | In trasferta | In trasferta | In trasferta | In trasferta | In trasferta | Totale | Totale | Totale | Totale | Totale | Totale | DR  |
| Competizione   | Punti | G       | V       | N       | P       | Gf      | Gs      | G            | V            | N            | P            | Gf           | Gs           | G      | V      | N      | P      | Gf     | Gs     | DR  |
| -------------- | ----- | ------- | ------- | ------- | ------- | ------- | ------- | ------------ | ------------ | ------------ | ------------ | ------------ | ------------ | ------ | ------ | ------ | ------ | ------ | ------ | --- |
| Super League   | 31    | 18      | 3       | 4       | 11      | 15      | 33      | 18           | 5            | 3            | 10           | 19           | 34           | 36     | 8      | 7      | 21     | 34     | 67     | -33 |
| Coppa Svizzera | -     | 1       | 0       | 0       | 1       | 0       | 1       | 2            | 2            | 0            | 0            | 11           | 3            | 3      | 2      | 0      | 1      | 11     | 4      | +7  |
| Totale         | 31    | 19      | 3       | 4       | 12      | 15      | 34      | 20           | 7            | 3            | 10           | 30           | 37           | 39     | 10     | 7      | 22     | 45     | 71     | -26 |

### Andamento in campionato
| Giornata  | 1  | 2 | 3 | 4 | 5  | 6  | 7  | 8 | 9  | 10 | 11 | 12 | 13 | 14 | 15 | 16 | 17 | 18 | 19 | 20 | 21 | 22 | 23 | 24 | 25 | 26 | 27 | 28 | 29 | 30 | 31 | 32 | 33 | 34 | 35 | 36 |
| --------- | -- | - | - | - | -- | -- | -- | - | -- | -- | -- | -- | -- | -- | -- | -- | -- | -- | -- | -- | -- | -- | -- | -- | -- | -- | -- | -- | -- | -- | -- | -- | -- | -- | -- | -- |
| Luogo     | T  | C | T | T | C  | C  | T  | T | C  | C  | T  | C  | C  | T  | T  | C  | C  | T  | C  | T  | T  | C  | T  | C  | C  | T  | C  | T  | T  | C  | T  | C  | T  | C  | C  | T  |
| Risultato | P  | V | P | P | P  | N  | P  | V | P  | P  | V  | P  | V  | P  | V  | P  | P  | N  | P  | P  | P  | P  | P  | P  | V  | N  | N  | N  | V  | P  | P  | N  | V  | P  | N  | P  |
| Posizione | 10 | 6 | 7 | 8 | 10 | 10 | 10 | 8 | 10 | 10 | 9  | 9  | 9  | 9  | 7  | 8  | 9  | 9  | 10 | 10 | 10 | 10 | 10 | 10 | 10 | 10 | 10 | 10 | 9  | 10 | 10 | 10 | 9  | 9  | 9  | 10 |

Legenda:

Luogo: C = Casa; T = Trasferta. Risultato: V = Vittoria; N = Pareggio; P = Sconfitta.

### Statistiche dei giocatori
| N. Abegglen  | 26 | 2 | 3  | 0 |
| T. Bakens    | 17 | 1 | 6  | 0 |
| D. Beichler  | 7  | 0 | 2  | 0 |
| R. Bolli     | 0  | 0 | 0  | 0 |
| S. Calabro   | 15 | 2 | 1  | 0 |
| D. Dunst     | 11 | 0 | 5  | 0 |
| C. Fernando  | 16 | 0 | 1  | 1 |
| F. Frei      | 34 | 7 | 3  | 0 |
| M. Frick     | 14 | 1 | 3  | 0 |
| J. Gonçalves | 17 | 1 | 3  | 1 |
| T. Hammel    | 0  | 0 | 0  | 0 |
| M. Hämmerli  | 20 | 1 | 0  | 0 |
| D. Imhof     | 28 | 0 | 8  | 0 |
| P. Jagne     | 23 | 1 | 1  | 0 |
| F. Kloser    | 0  | 0 | 0  | 0 |
| T. Knöpfel   | 1  | 0 | 0  | 0 |
| M. Lang      | 31 | 2 | 8  | 0 |
| K. Lavrič    | 13 | 1 | 3  | 0 |
| S. Lehmann   | 1  | 0 | 0  | 0 |
| D. Lopar     | 10 | 0 | 0  | 0 |
| I. Martić    | 12 | 0 | 1  | 0 |
| P. Muntwiler | 33 | 3 | 15 | 0 |
| K. Nushi     | 28 | 2 | 7  | 1 |
| B. Owona     | 7  | 2 | 4  | 0 |
| A. Regazzoni | 16 | 2 | 5  | 0 |
| Ó. Scarione  | 15 | 2 | 0  | 0 |
| L. Schenkel  | 35 | 3 | 3  | 0 |
| M. Sutter    | 13 | 0 | 0  | 0 |
| G. Vailati   | 26 | 0 | 0  | 1 |
| A. Winter    | 28 | 0 | 4  | 0 |
| T. Çiçek     | 4  | 0 | 0  | 0 |